# Висадка у Веваку
Висадка у Веваку – епізод Новогвінейської кампанії, яку вели збройні сили Японії під час Другої Світової війни. 
В листопаді 1942-го союзники почали наступ на японські гарнізони в районі Буна – Гона на північно-східному завершенні Нової Гвінеї. Розвиток цієї операції (яка відбувалась на тлі невдалого перебігу битви за Гуадалканал на сході Соломонових островів) спонукав японське командування узятись за облаштування нових гарнізонів на північному узбережжі Нової Гвінеї, яке ще поки було віддаленим тиловим районом. В межах цього задуму у грудні 1942-го відбулись висадки у Мадангу, Веваку (тут японське командування вирішило облаштувати головний гарнізон на острові) та порту Голландія (сучасна Джаяпура). 
Доставку передового загону до Веваку здійснив загін у складі переобладнаного легкого крейсера «Кійосумі-Мару» та есмінців «Югумо», «Кадзагумо» та «Макігумо», що прийняли війська на борт у Рабаулі – головній передовій базі у архіпелазі Бісмарка, з якої провадились японські операції на Соломонових островах та сході Нової Гвінеї.
16 грудня 1942-го зазначені кораблі вийшли з Рабаула та 18 грудня досягнули Веваку, де провели висадку. 21 грудня загін повернувся до Рабаула.
В січні та лютому 1943-го до Веваку в межах конвойних операцій «Хей № 1 Го» та «Хей № 3 Го» доправили основні сили, що відносились до 20-ї та 46-ї піхотних дивізій (можливо відзначити, що «Кійосумі-Мару» взяв участь у «Хей № 3 Го»).